# Akkar
Akkar (auch Akkad, Kafr Akka, Cafaraca, Gibelacar) ist eine Burgruine in der Nähe des Dorfes Akkar El Aatiqa (Altes Akkar; arabisch عكار العتيقة, DMG ʿAkkār al-ʿAtīqa) 45 km von Tripoli im Norden Libanons. Sie liegt im Norden der Bekaa-Ebene am Rand des Libanongebirges auf einem Gebirgsvorsprung in 694 m Höhe.
Erbaut wurde sie wahrscheinlich zum Ende des 10. Jahrhunderts von Mouhriz Ibn Akkar. Anfang des 12. Jahrhunderts wurde sie durch die Kreuzritter der Grafschaft Tripolis besetzt. 1127 übergab Graf Pons von Tripolis die Burg an den Hospitaliterorden. Am 1. Mai 1270 wurde sie nach vierzehntägiger Belagerung vom Mamluken-Sultan Baibars I. erobert. Zu Beginn der Osmanischen Epoche war sie im Besitz des Clans der Banu Sayfa (vgl. Kurden). 1620 wurde sie durch Emir Fakhreddin II. aus Dair al-Qamar teilweise zerstört. 
Etwa 25 km in nördlicher Richtung entfernt liegt in Syrien die Festung Crac des Chevaliers.
Heute finden sich noch Überreste der Burg in Form von Mauerabschnitten der Gebäude der Altstadt von Akkar. Auch die zur Burg gehörige Kirche aus dem 12. Jahrhundert ist erhalten geblieben.